# ISO 3166-2:SL
ISO 3166-2:SL is een ISO-standaard met betrekking tot de zogenaamde geocodes. Het is een subset van de ISO 3166-2 tabel, die specifiek betrekking heeft op Sierra Leone.
De gegevens werden tot op 26 november 2018 geüpdatet op het ISO Online Browsing Platform (OBP). Hier worden 1 zone -  area (en) / zone (fr) – en 4 provincies - province (en) / province (fr) - gedefinieerd.
Volgens de eerste set, ISO 3166-1, staat SL voor Sierra Leone, het tweede gedeelte bestaat uit één letter.

## Codes
| Code  | Naam                    | Categorie |
| ----- | ----------------------- | --------- |
| SL-E  | Eastern                 | provincie |
| SL-NW | North Western           | provincie |
| SL-N  | Northern                | provincie |
| SL-S  | Southern                | provincie |
| SL-W  | Western Area (Freetown) | zone      |